# 越南祖國陣線
越南祖國陣線（缩写为）是越南的一个政治社會團體，为越南共產黨领导的统一战线组织。

## 歷史
越南祖國陣線是越南社會主義共和國的一个由越南共產黨控制的統一戰線組織，类似于中国的政治协商会议。該組織成立於1955年9月，1977年北越統一越南後，越南南方民族解放陣線、越南民族、民主及和平力量联盟併入了該組織。在2011年的國會選舉中，該組織獲得了500席中的498席。2013年9月，阮善仁當選越南祖國陣線主席。2017年原秘书长陈青敏当选主席。
越南祖国阵线第九次全国代表大会于2019年9月19日上午在越南首都河内开幕。此次会议共1300名代表出席。讨论并通过第九届越南祖国阵线条例。而后协商选出2019－2021年任期越南祖国阵线第九届中央委员会。

## 組織

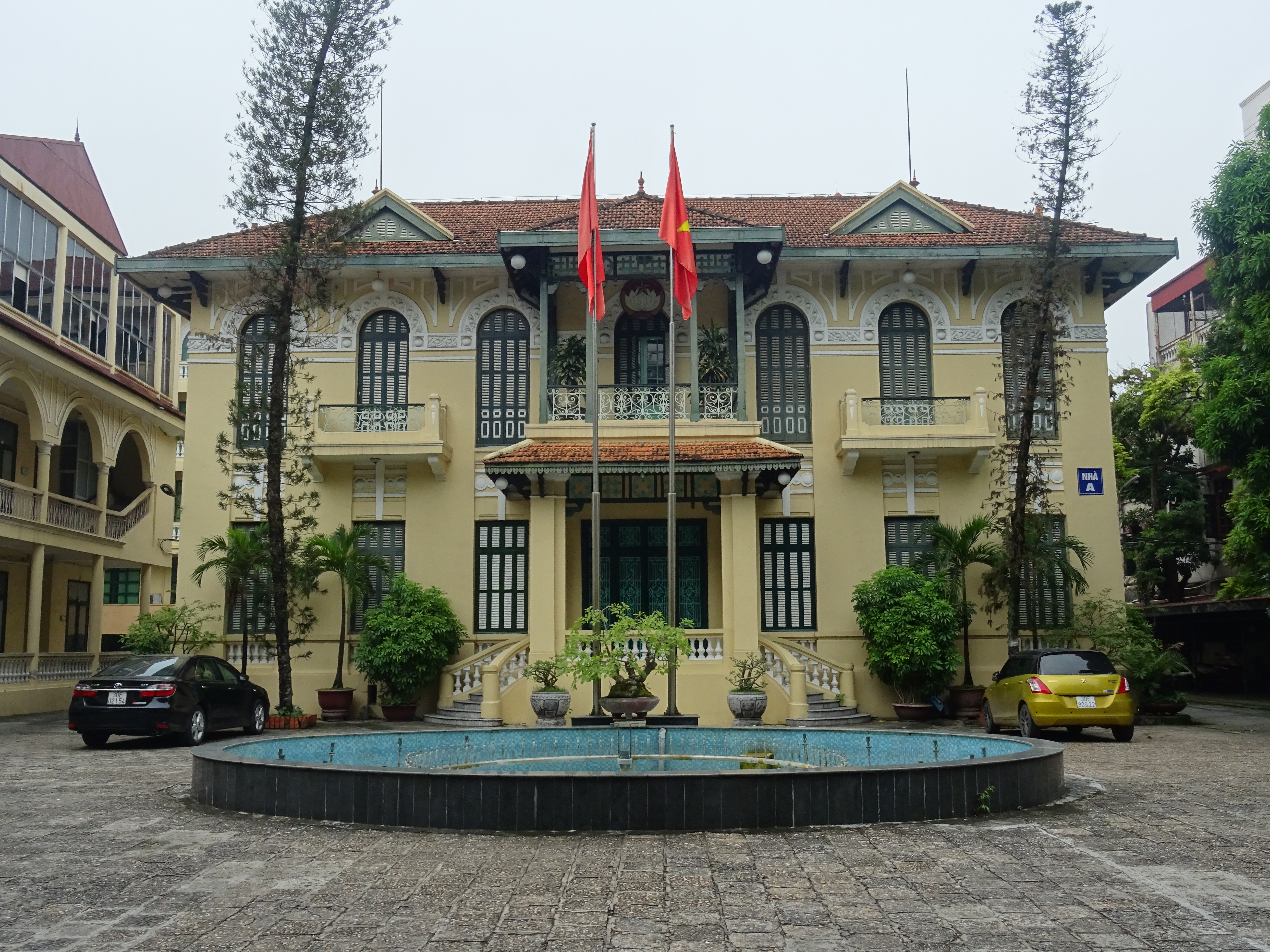
越南祖國陣線中央機關在河內市、與國旗和會旗。

- 越南共產黨
- 越南民主黨（已解散）
- 越南社會黨（已解散）
- 越南勞動總聯團
- 越南青年聯合會
- 越南生員會
- 越南婦女聯合會
- 越南老人會
- 越南舊戰兵會
- 越南舊衝鋒青年會
- 越南文學藝術協會聯合會
- 越南科學技術協會聯合會
- 越南友誼組織聯合會
- 越南醫藥學總會
- 越南東醫會
- 越南家庭計畫會
- 越南歴史科學會
- 越南勸學會
- 越南合作社聯盟
- 越南記者會
- 越南律家會
- 越南公教團結委員會
- 越南福音聖總會
- 越南紅十字會
- 越南共同醫療會
- 越南佛教协会
- 越南盲人會
- 越南水族景觀會
- 越南古服會
- 越南園藝會
- 越南農民會
- 越南家庭計畫會
- 越南孤兒─殘疾協助會
- 越南針灸會
- 駐國外越僑聯絡會
- 越南橙劑戴奧辛受難者協會
- 越南磚石金環美藝會
- 越南舊教職會
- 越南出版印刷發行會
- 越南漁業會
- 越南殘疾人生產及經營聯合會
- 越南殘疾兒童救助會
- 越南非公立大學高等學校聯合會
- 越南中小營業聯合會
- 越德中小營業會
- 越南行業聯合會